# Matěj Švancer
Matěj Švancer (Praga, 26 marzo 2004) è uno sciatore freestyle ceco naturalizzato austriaco, specializzato in big air e slopestyle.

## Biografia
Specializzato in big air e slopestyle, Matěj Švancer ha esordito a livello internazionale il 3 febbraio 2018 in una gara junior di slopestyle a Oberammergau, classificandosi 13⁰. Il 9 marzo successivo ha partecipato alla sua prima gara in Coppa Europa, chiudendo all'8⁰ posto lo slopestyle di Vogel. Il 3 novembre 2019 ha debuttato in Coppa del Mondo, arrivando 28⁰ nel big air di Modena. Ai III Giochi olimpici giovanili invernali tenutisi a Leysin nel gennaio 2020 ha vinto la medaglia d'oro nella stessa disciplina. Ai Campionati mondiali juniores di freestyle di Krasnojarsk 2021 ha vinto l'oro in entrambe le discipline in cui è specializzato. Il 22 ottobre dello stesso anno ha ottenuto il primo podio, nonché la prima vittoria, in Coppa del Mondo imponendosi nel big air di Coira. Nella stessa stagione 2021-2022 ha vinto anche a Steamboat Springs, aggiudicandosi la Coppa del Mondo di big air. Nella stagione 2024-2025, grazie a tre vittorie tra slopestyle e big air, si è aggiudicato la Coppa del Mondo generale di freestyle.

## Palmarès

### Mondiali juniores
- 2 medaglie:
  - 2 ori (big air e slopestyle a Krasnojarsk 2021)

### Winter X Games
- 3 medaglie:
  - 2 argenti (knuckle huck ad Aspen 2023; kunckle huck ad Aspen 2025)
  - 1 bronzo (big air ad Aspen 2025)

### Coppa del Mondo
- Vincitore della Coppa del Mondo generale di freestyle nel 2025
- Vincitore della Coppa del Mondo di big air nel 2022
- 7 podi:
  - 5 vittorie
  - 1 secondo posto
  - 1 terzo posto

#### Coppa del Mondo - vittorie
| Data             | Luogo             | Paese       | Disciplina |
| ---------------- | ----------------- | ----------- | ---------- |
| 22 ottobre 2021  | Coira             | Svizzera    | BA         |
| 4 dicembre 2021  | Steamboat Springs | Stati Uniti | BA         |
| 18 ottobre 2024  | Coira             | Svizzera    | BA         |
| 6 febbraio 2025  | Aspen             | Stati Uniti | BA         |
| 22 febbraio 2025 | Stoneham          | Canada      | SS         |

Legenda:

BA = big air